# Матаи
Матаи или Матай (араб. مطاي‎) — город в центральной части Египта, расположенный на территории мухафазы Эль-Минья.

## Географическое положение
Город находится на востоке мухафазы, в левобережной части долины реки Нил, на расстоянии приблизительно 33 километров к северу от Эль-Миньи, административного центра провинции. Абсолютная высота — 35 метров над уровнем моря.

## Демография
По данным переписи 2006 года численность населения Матаи составляла 46 903 человек.
Динамика численности населения города по годам:
| 1996   | 2006   |
| ------ | ------ |
| 36 953 | 46 903 |